# 2e cérémonie des Indiana Film Journalists Association Awards
La 2e cérémonie des Indiana Film Journalists Association Awards, décernés par l'Indiana Film Journalists Association, a eu lieu le 12 décembre 2010, et a récompensé les films réalisés dans l'année.

## Palmarès

### Top 10 des films de l'année
Par ordre alphabétique
- 127 heures (127 Hours)
- Black Swan
- Faites le mur ! (Exit Through the Gift Shop)
- The Fighter
- Inception
- Never Let Me Go
- Scott Pilgrim (Scott Pilgrim vs. the World)
- The Social Network
- True Grit
- Winter's Bone

### Meilleur film
- The Social Network
  - Inception

### Meilleur réalisateur
- Christopher Nolan – Inception
  - Debra Granik – Winter's Bone

### Meilleur acteur
- James Franco pour le rôle d'Aron Ralston dans 127 heures (127 Hours)
  - Jesse Eisenberg pour le rôle de Mark Zuckerberg dans The Social Network

### Meilleure actrice
- Natalie Portman pour le rôle de Nina dans Black Swan
  - Jennifer Lawrence pour le rôle de Ree Dolly dans Winter's Bone

### Meilleur acteur dans un second rôle
- Christian Bale pour le rôle de Dickie Eklund dans Fighter (The Fighter)
  - John Hawkes  pour le rôle de Teardrop dans  Winter's Bone

### Meilleure actrice dans un second rôle
- Hailee Steinfeld pour le rôle de Mattie Ross dans True Grit
  - Melissa Leo pour le rôle d'Alice dans Fighter (The Fighter)

### Meilleur scénario
- The Social Network – Aaron Sorkin
  - Inception – Christopher Nolan

### Meilleur film étranger
- Lebanon •  Israël
  - Biutiful •  Mexique/ Espagne

### Meilleur film d'animation
- Dragons (How To Train Your Dragon)
  - Toy Story 3

### Meilleur film documentaire
- Faites le mur ! (Exit Through the Gift Shop)
  - The Tillman Story

### Original Vision Award
- Inception
  - 127 heures (127 Hours)